# Каръци
Каръци е български игрален филм от 2015 г. на режисьора Ивайло Христов. Филмът дебютира на филмовия фестивал в Москва където печели голямата награда – Златен Свети Георги.
В България премиерата му е на 1 април 2016 г. Това е българското предложение за Оскар за най-добър международен филм за 2015 година.

## Сюжет
Внимание:  Текстът по-долу разкрива сюжета на произведението (или части от него)!
Елена, Коко, Пацо и Гошо са много близки приятели живеещи в малък провинциален град в България, които се самоопределят като „каръци“. Коко е влюбен в Елена, а тя мечтае да стане певица и очаква с нетърпение наближаващия концерт на известна рок група в града. Събитието променя целия град като покрай него се раждат нови любовни истории, разочарования и сложни връзки.

## Hагради
- Награда за най-добър пълнометражен филм от фестивала „Златна роза“ (Варна, 2015)[2]
- Награда за най-добра женска роля на фестивала „Златна роза“ (Варна, 2015) – за Елена Телбис.
- Награда на гилдия Критика към СБФД и награда на акредитираните журналисти на фестивал „Златна роза“ (Варна, 2015).
- Наградата на публиката на фестивала „Златна роза“ (Варна, 2015)